# Kinds of Kindness
Kinds of Kindness är en brittisk-irländsk dramafilm från 2024. Den är regisserad av Yorgos Lanthimos som även medverkat i skrivandet av manus tillsammans med Efthimis Filippou.
Filmen hade världspremiär på filmfestivalen i Cannes i maj 2024, och hade biopremiär i Sverige den 28 juni samma år. På filmfestivalen i Cannes fick Jesse Plemons priset för bästa skådespelare.

## Handling
Filmen är uppbyggd som en antologi bestående av tre historier där skådespelarna spelar olika karaktärer i respektive del.

## Rollista (i urval)
- Emma Stone – Rita / Liz / Emily
- Jesse Plemons – Robert / Daniel / Andrew
- Willem Dafoe – Raymond / George / Omi
- Margaret Qualley – Vivian / Martha / tvillingarna Rebecca och Ruth
- Hong Chau – Sarah / Sharon / Aka
- Joe Alwyn – värderingsman (samlarobjekt) / passagerare / Joseph
- Mamoudou Athie – Will / Neil / bårhussköterska
- Hunter Schafer – Anna